# Kenneth Dougall
Kenneth William Dougall (Brisbane, 7 mei 1993) is een Australisch-Schots voetballer die doorgaans speelt als middenvelder. In januari 2024 verruilde hij Blackpool voor Buriram United. Dougall maakte in 2021 zijn debuut in het Australisch voetbalelftal.

## Clubcarrière
Dougall speelde voor Brisbane City, waar hij in vierendertig competitieduels tien maal doel wist te treffen. Uiteindelijk liep hij in juli met landgenoot Alistair Quinn stage bij Telstar en die club gaf beide spelers een verbintenis. Dougall maakte zijn debuut voor Telstar op 3 oktober 2014, toen met 4–3 werd gewonnen van Sparta Rotterdam. Hij mocht van coach Michel Vonk zes minuten voor tijd invallen voor Johan Kulhan. Twee maanden later, op 12 december, maakte hij zijn eerste doelpunt. Tegen FC Den Bosch opende de middenvelder de score, al werd alsnog met 1–2 verloren. Dougall tekende in mei 2015 een contract tot medio 2017 bij Sparta Rotterdam. Hij won in het seizoen 2015/16 met Sparta Rotterdam de titel in de Eerste divisie 2015/16, waardoor de club uit Rotterdam-West na zes jaar terugkeerde in de Eredivisie.
Medio 2018 maakte Dougall de overstap naar Barnsley. In Engeland zette hij zijn handtekening onder een verbintenis voor de duur van twee seizoenen. In oktober 2020 ging hij naar Blackpool. In mei 2023 werd na de degradatie van Blackpool naar de League One een optie in zijn aflopende verbintenis gelicht, waardoor hij een jaar langer vast kwam te liggen. In januari 2024 verkaste Dougall naar Thailand, waar hij voor Buriram United tekende.

## Clubstatistieken
| Seizoen | Club             | Competitie     | Competitie | Competitie | Beker | Beker | Internationaal | Internationaal | Nacompetitie | Nacompetitie | Totaal | Totaal |
| Seizoen | Club             | Competitie     | Wed.       | Dlp.       | Wed.  | Dlp.  | Wed.           | Dlp.           | Wed.         | Dlp.         | Wed.   | Dlp.   |
| ------- | ---------------- | -------------- | ---------- | ---------- | ----- | ----- | -------------- | -------------- | ------------ | ------------ | ------ | ------ |
| 2013    | Brisbane City    | NPL            | 34         | 10         | 0     | 0     | —              | —              | —            | —            | 34     | 10     |
| 2014/15 | Telstar          | Eerste divisie | 29         | 1          | 0     | 0     | —              | —              | —            | —            | 29     | 1      |
| 2015/16 | Sparta Rotterdam | Eerste divisie | 32         | 0          | 2     | 0     | —              | —              | —            | —            | 34     | 0      |
| 2016/17 | Sparta Rotterdam | Eredivisie     | 20         | 1          | 2     | 0     | —              | —              | —            | —            | 22     | 1      |
| 2017/18 | Sparta Rotterdam | Eredivisie     | 29         | 1          | 1     | 0     | —              | —              | 3            | 0            | 33     | 1      |
| 2018/19 | Barnsley         | League One     | 27         | 0          | 2     | 0     | —              | —              | —            | —            | 29     | 0      |
| 2019/20 | Barnsley         | Championship   | 12         | 0          | 2     | 0     | —              | —              | —            | —            | 14     | 0      |
| 2020/21 | Blackpool        | League One     | 37         | 4          | 3     | 0     | —              | —              | —            | —            | 40     | 4      |
| 2021/22 | Blackpool        | Championship   | 40         | 1          | 2     | 0     | —              | —              | —            | —            | 42     | 1      |
| 2022/23 | Blackpool        | Championship   | 36         | 3          | 3     | 0     | —              | —              | —            | —            | 39     | 3      |
| 2023/24 | Blackpool        | League One     | 19         | 3          | 5     | 0     | —              | —              | —            | —            | 24     | 3      |
| 2023/24 | Buriram United   | Thai League 1  | 15         | 1          | 4     | 0     | —              | —              | —            | —            | 19     | 1      |
| 2024/25 | Buriram United   | Thai League 1  | 30         | 0          | 8     | 1     | 13             | 0              | —            | —            | 51     | 1      |
| Totaal  | Totaal           | Totaal         | 360        | 25         | 34    | 1     | 13             | 0              | 3            | 0            | 410    | 26     |

Bijgewerkt op 14 mei 2025.

## Interlandcarrière
Dougall maakte op 3 juni 2021 zijn debuut in het Australisch voetbalelftal toen met 0–3 gewonnen werd van Koeweit in een kwalificatiewedstrijd voor het WK 2022. De doelpunten werden gemaakt door Mathew Leckie, Jackson Irvine en Ajdin Hrustić. Dougall moest van bondscoach Graham Arnold als reservespeler aan het duel beginnen en mocht negentien minuten na rust invallen voor James Holland. De andere Australische debutanten waren Fran Karačić (Brescia) en Riley McGree (Birmingham City).
| Interlands van Kenneth Dougall voor Australië | Interlands van Kenneth Dougall voor Australië | Interlands van Kenneth Dougall voor Australië | Interlands van Kenneth Dougall voor Australië | Interlands van Kenneth Dougall voor Australië | Interlands van Kenneth Dougall voor Australië | Interlands van Kenneth Dougall voor Australië |
| №                                             | Datum                                         | Wedstrijd                                     | Uitslag                                       | Competitie                                    | Goals                                         |                                               |
| Als speler bij Blackpool                      | Als speler bij Blackpool                      | Als speler bij Blackpool                      | Als speler bij Blackpool                      | Als speler bij Blackpool                      | Als speler bij Blackpool                      | Als speler bij Blackpool                      |
| --------------------------------------------- | --------------------------------------------- | --------------------------------------------- | --------------------------------------------- | --------------------------------------------- | --------------------------------------------- | --------------------------------------------- |
| 1                                             | 3 juni 2021                                   | Koeweit – Australië                           | 0 – 3                                         | WK 2022 kwalificatie                          |                                               |                                               |
| 2                                             | 7 juni 2021                                   | Australië – Chinees Taipei                    | 5 – 1                                         | WK 2022 kwalificatie                          |                                               |                                               |
| 3                                             | 15 juni 2021                                  | Australië – Jordanië                          | 1 – 0                                         | WK 2022 kwalificatie                          |                                               |                                               |
| 4                                             | 11 november 2021                              | Australië – Saoedi-Arabië                     | 0 – 0                                         | WK 2022 kwalificatie                          |                                               |                                               |
| 5                                             | 1 juni 2022                                   | Australië – Jordanië                          | 2 – 1                                         | Vriendschappelijk                             |                                               |                                               |

Bijgewerkt op 14 mei 2025.

## Erelijst
| Eerste divisie | 1 | 2015/16 |